# Acacia crassicarpa
Acacia crassicarpa é uma espécie de leguminosa do gênero Acacia, pertencente à família Fabaceae.